# Finanspolitisk holdbarhed
Finanspolitisk holdbarhed er et kompliceret, men også meget vigtigt begreb i den overordnede økonomiske politik, ikke mindst i Danmark. Er finanspolitikken i et land ikke holdbar, vil det før eller siden være nødvendigt at forbedre de offentlige finanser. Ellers vil landet ende i en statsbankerot.

## Betydning
At finanspolitikken i et land er holdbar, betyder på almindeligt dansk, at den offentlige gæld aldrig vil løbe løbsk, dvs. gældskvoten (den offentlige gæld som andel af BNP) vil aldrig overstige en vis grænse. Udtrykt mere teknisk er en holdbar finanspolitik defineret ved, at den offentlige sektor overholder sin intertemporale budgetrestriktion. En tredje måde at sige det samme på er, at nutidsværdien af alle fremtidige offentlige indtægter er mindst lige så stor som summen af den nuværende gæld og nutidsværdien af alle fremtidige offentlige udgifter.  
Hvis økonomien omvendt er uholdbar, betyder det, at gældskvoten i det lange løb vil vokse og vokse uden grænser. En sådan situation kan ikke fortsætte for evigt. På et tidspunkt vil investorerne miste tilliden til, at landet vil betale sin gæld tilbage, og de vil derfor ikke længere ønske at købe det pågældende lands statsobligationer, så landet ikke kan få finansieret sin gæld. Dermed går staten  bankerot. Det er derfor en nødvendig betingelse for, at et land har en sund finanspolitik, at den er holdbar.  Vurderes finanspolitikken ikke i udgangspunktet at være holdbar, er det før eller siden nødvendigt at forbedre den offentlige saldo ved enten at skaffe flere skatteindtægter eller sænke de offentlige udgifter. Begge dele vil forbedre holdbarheden. Der er derfor mange forskellige mulige instrumenter til at gøre en uholdbar finanspolitik holdbar. 
Finanspolitisk holdbarhed er altså et meget langsynet og relativt kompliceret begreb, idet det i princippet drejer sig om at bedømme en bestemt finanspolitisk udvikling i al fremtid. Skal man vurdere, om et givet lands finanspolitik er holdbar, skal man derfor foretage en beregning af den formodede udvikling i landets offentlige saldo og gæld i alle fremtidige år. En sådan beregning vil i sagens natur afhænge kritisk af de forudsætninger mht. befolkningsudvikling, renteniveau, vækstrater, arbejdsmarked og meget andet, man indlægger i beregningen, og typisk vil der være stor usikkerhed om den fremtidige udvikling for disse faktorer. Man bør derfor altid vurdere en konkret holdbarhedsberegning i sammenhæng med de nærmere beregningsforudsætninger, der ligger til grund for den.
På trods af begrebets lidt utilgængelige karakter har finanspolitisk holdbarhed fået stigende betydning i den økonomiske politik. Det skyldes større opmærksomhed om de langsigtede udfordringer, som de offentlige finanser i mange lande står over for, ikke mindst pga. befolkningsændringer i retning af flere ældre. En beregning af den finanspolitiske holdbarhed måler, hvor robust et lands skatte- og velfærdssystem er over for sådanne forventelige ændringer. Det står i modsætning til traditionelle finanspolitiske målvariable som offentlig saldo og gæld, som ikke indeholder nogen information om fremtidige udfordringer. 
I Danmark er man gået usædvanlig langt i denne retning, idet hele den overordnede finanspolitik siden årtusindskiftet har hvilet på beregninger af den finanspolitiske holdbarhed. Bag de mellemfristede planer (med navne som 2010-planen, 2015-planen og 2020-planen), der udstikker rammerne for finanspolitikken i de på ethvert tidspunkt nærmestliggende 5-10 år, ligger nemlig en årlig beregning af, hvor holdbar den danske finanspolitik forventes at være. Hvis finanspolitikken i udgangspunktet ikke er holdbar, beregnes dermed også et krav til, hvor meget finanserne skal forbedres for at blive holdbare. Den nødvendige forbedring udtrykkes ofte ved hjælp af holdbarhedsindikatoren, der angiver den  forbedring af den primære saldo som andel af BNP, der skal til, for at finanspolitikken netop bliver holdbar. En holdbarhedsindikator på 0,3 udtrykker således, at man enten skal skaffe flere skatteindtægter eller færre offentlige udgifter, så de offentlige finanser permanent forbedres med 0,3 pct. af BNP.

## Udviklingen i Danmark
Da forskellige institutioner begyndte at beregne den danske finanspolitiks holdbarhed i slutningen af 1990'erne, fik de generelt som resultat, at finanspolitikken ikke var holdbar. Det skyldtes især  udsigterne til en faldende arbejdsstyrke pga. de forventede demografiske ændringer med flere ældre. Disse beregninger påvirkede den økonomiske debat og var bl.a. medvirkende til, at Velfærdskommissionen blev nedsat i 2003. Velfærdskommissionen beregnede holdbarhedsproblemet til at udgøre godt 3 pct. af BNP,  og dens arbejde dannede grundlag for velfærdsforliget i 2006, der især forbedrede den langsigtede holdbarhed ved at indføre en indeksering af tilbagetræknings- og efterlønsaldre, så disse fremover vil stige i takt med levetiden. 
Bl.a. de økonomiske vismænd mente dog ikke, at saldoforbedringerne som følge af velfærdsforliget var tilstrækkelige til at sikre, at finanspolitikken blev holdbar. Forskellige andre politiske beslutninger i de følgende år samt revurderinger af en række udviklingstræk har dog ført til, at Danmarks finanspolitik nu almindeligvis betragtes som grundlæggende holdbar. Det vurderes af såvel regeringen som af vismændene. Det skyldes ikke mindst, at arbejdsstyrken i de nyeste fremskrivninger, der almindeligvis anvendes, ikke længere antages at falde, men derimod at stige i de kommende årtier. 

## Løbende holdbarhedsberegninger
Regeringen udarbejder mindst en gang om året en langsigtet finanspolitisk fremskrivning, hvor ”langsigtet” betyder, at dens tidsperspektiv går ud over den mellemfristede horisont (som p.t. omfatter tiden indtil 2020) og omfatter hele det 21. århundrede og dermed en holdbarhedsberegning. Således offentliggøres rutinemæssigt en sådan beregning i forbindelse med den årlige fremsendelse til EU af Danmarks konvergensprogram.  
De økonomiske vismænd har også jævnligt siden 1998 udført beregninger af den finanspolitiske holdbarhed, og er siden 2012 blevet lovmæssigt forpligtet til at lave sådanne en gang om året. 
Også institutioner som DREAM og EU-Kommissionen laver jævnlige holdbarhedsberegninger for Danmarks finanspolitik. 

## Hvad definitionen ikke betyder
Det er vigtigt at forstå, hvad definitionen af en holdbar finanspolitik ikke medfører. En finanspolitik kan således godt være holdbar, selvom der permanent er underskud på de offentlige finanser. Den er også forenelig med, at den offentlige gæld målt i kroner vokser hvert år. Blot må gælden ikke i det lange løb vokse hurtigere end BNP. Det skyldes, at BNP er et (omtrentligt) mål for den samlede indkomst i landet og dermed for indbyggernes tilbagebetalingsevne. At gældskvoten på lang sigt ikke må stige, er dermed det samme som at sige, at det offentliges forpligtelser ikke i det lange løb må stige hurtigere end evnen til at betale renter og afdrag på gælden. 
Finanspolitisk holdbarhed lægger heller ikke i sig selv en begrænsning på, hvor stor gældskvoten kan blive; blot må den ikke permanent vokse. At finanspolitikken er holdbar, er derfor ikke det eneste krav, der er relevant at stille til en sund finanspolitisk strategi. Et andet naturligt mål kan være, at den offentlige gæld aldrig overstiger en bestemt andel af BNP. Et sådant mål vil begrænse følsomheden over for pludselige ændringer i gældens renteniveau.